# Rosalia van Palermo

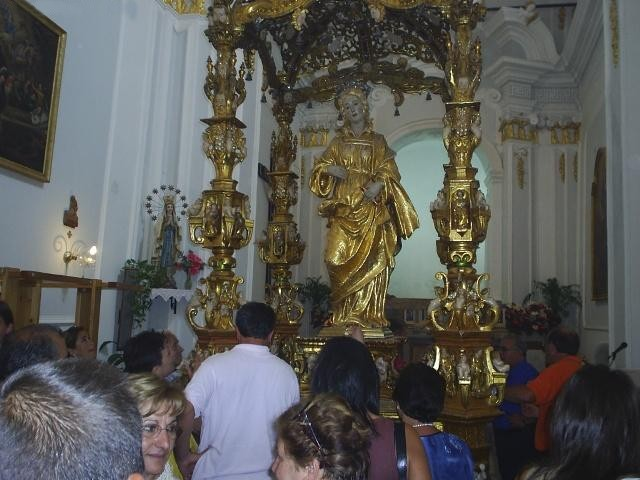
De heilige Rosalia

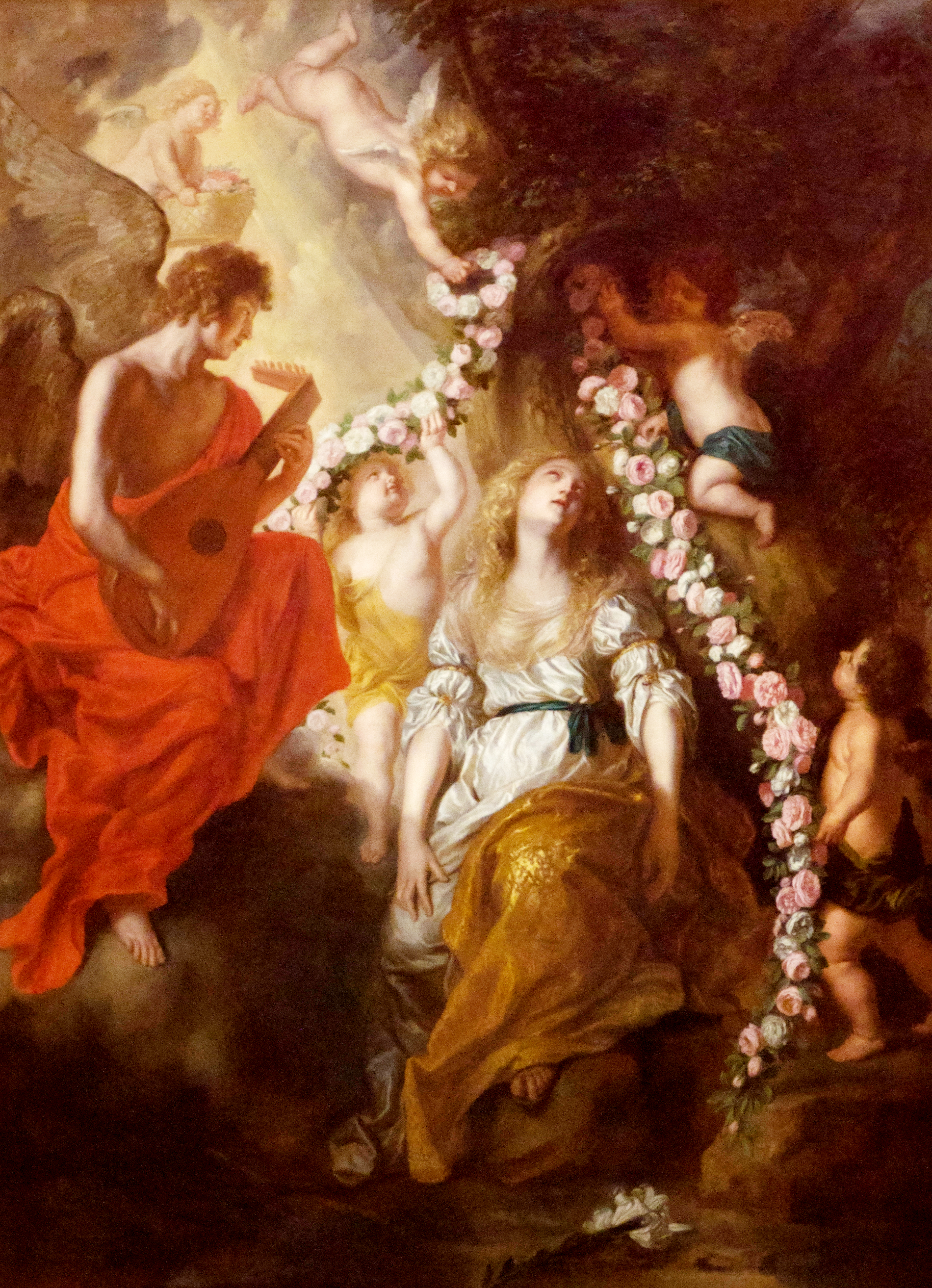
De extase van de heilige Rosalia van Palermo
(17e eeuw), Theodoor Boeyermans, Museum voor Schone Kunsten (Rijsel)

Rosalia (Palermo, 1130 - aldaar, 4 september 1166) is een Siciliaanse patroonheilige die daar Santa Rosalia (of: Rusulia) wordt genoemd. Zij was een kluizenares die in de middeleeuwen leefde en stierf in de grotten van Monte Pellegrino. 
Daar werden in de zomer van 1624 haar beenderen teruggevonden. Ze werden op 14 juli van dat jaar in processie door Palermo gevoerd, op vraag van Giovanni Doria, de kardinaal-aartsbisschop van Palermo. Die processie zou de stad verlost hebben van een pestepidemie die al aan meer dan 30.000 inwoners het leven had gekost. Rosalia wordt aangeroepen tegen de pest en aardbevingen. Haar attribuut is een krans van rozen.

## Festino di Santa Rosalia
Sinds 1624 wordt er in Palermo van 9 tot 15 juli het festino di Santa Rosalia, ter ere van de patroonheilige Rosalia, gevierd. In deze zeven dagen worden er in alle uithoeken van de stad shows, concerten en theatervoorstellingen gehouden. Het feest begint met een grote optocht: la processione del carro. Il carro is een grote praalwagen van 9 meter lang en 10 meter hoog waarop 40 mensen worden vervoerd. Boven op de wagen staat het beeld van Rosalia.
Il carro wordt voorafgegaan door kleinere wagens, macchinette genoemd, waarop scènes uit het leven van de heilige worden uitgebeeld. Veruit de meeste aandacht gaat naar de nacht van 14 juli wanneer de historische processie van 1624 wordt herdacht.